# Ducado da Pentápole
Pentápole foi um ducado (em latim: ducatus), um território bizantino governado por um duque (dux) nomeado por e sob a autoridade do prefeito pretoriano da Itália (554-584) e do exarca de Ravena (584-751). A Pentápole (em grego: πεντάπολις; lit. "cinco cidades") consistiu das cidades de Ancona, Fano, Pesaro, Rimini e Senigália. Ficava junto da costa do mar Adriático entre os rios Maréquia e Musone, imediatamente ao sul do território central do exarcado (o Ravenato), a oeste do Ducado de Perúgia, outro território bizantino, e ao norte do Ducado de Espoleto, que foi parte do Reino Lombardo (fundado em 568). O ducado provavelmente estendeu-se para o interior, tanto quanto os Apeninos, talvez além, e sua cidade mais austral foi Numana, sobre a margem norte do Musone. A capital da Pentápole foi Rimini e o duque tinha autoridade civil e militar no ducado.
A Pentápole foi uma das partes da Itália mais vibrante comercialmente. Seus cidadãos tentaram constantemente reduzir a autoridade do exarca no ducado, enquanto a Itália bizantina experimentou uma descentralização geral durante o século VII. Em 725, quando o exarca Paulo quis liderar uma expedição punitiva contra o Ducado de Roma, onde papa Gregório II e os cidadãos usurparam as prerrogativas imperiais e depuseram e substituíram o duque reinante, ele levantou tropas no Ravenato e na Pentápole. O historiador lombardo, Paulo, o Diácono diz que ele teve grande dificuldade em conseguir as tropas necessárias e sua expedição acabou por ser um fracasso. Em 726, a iconoclastia do imperador Leão III, o Isauro (r. 717–741) tornou-se pública pela primeira vez, possivelmente através de um édito contra imagens sagradas. A incapacidade do exarca de impor sua autoridade em Roma e sua fraqueza na Pentápole fez-o impotente quando os "exércitos", ou seja, as milícias aristocráticas romanas, dos ducados do Ravenato, da Pentápole e Veneza ergueram-se em revolta, declarando-os protegidos pelo papa do decreto imperial, que Paulo tinha sido ordenado a aplicar em toda a Itália (727).
Em 738, o rei lombardo Liuprando (r. 712–744) marchou através da Pentápole em seu caminho para Espoleto, e durante sua passagem foi atacado por um grupo de "espoletos" (lombardos da Itália Central) e "romano" (habitantes da Pentápole). Os locais tinham sido incitados a esta aliança contra Liuprando pelo novo exarca, Eutíquio, que pode ter feito um acordo com o Transamundo II. Os pentapolitanos não estavam, tradicionalmente, em bons termos nem com os bizantinos, com os quais Liuprando lutou em 728-729, nem com o exarca em Ravena, que Liuprando também combateu frequentemente, mas é improvável que tenham considerado as incursões lombardas na região deles como uma "libertação". Liuprando atacou Ravena e Cesena na via Emília em 743, provavelmente com objetivo de controlar a passagem através do território bizantino para Espoleto. Seu sucessor, Raquis (r. 744–749), atacou várias cidades na Pentápole e Perúgia em 749, antes de se retirar para tornar-se monge. Por 752, a Pentápole foi conquistada pelo rei Astolfo (r. 749–756) dos lombardos.